# Казе Ведова (Тревизо)
Казе Ведова је насеље у Италији у округу Тревизо, региону Венето.
Према процени из 2011. у насељу је живело 20 становника. Насеље се налази на надморској висини од 241 м.